# Peter Hogan
Peter David Hogan (ur. 8 czerwca 1935) – strzelec z Wysp Dziewiczych Stanów Zjednoczonych, olimpijczyk. 
Brał udział w letnich igrzyskach olimpijskich w 1976 (Montreal). Startował tylko w konkurencji karabinu małokalibrowego leżąc, w której zajął 74. miejsce ex aequo z kolegą z drużyny narodowej Haroldem Frederickiem.

## Wyniki olimpijskie
| Igrzyska | Konkurencja                       | Wynik                           | Miejsce | Źródło |
| -------- | --------------------------------- | ------------------------------- | ------- | ------ |
| IO 1976  | Karabin małokalibrowy leżąc, 50 m | 571 punktów (95-95-93-95-96-97) | 74T     | [ 1 ]  |